# Riksdagsvalet i Sverige 1985
Riksdagsvalet i Sverige 1985 hölls den 15 september 1985.

## Valkampanjen
Regeringen Palme hade omedelbart efter den stora valsegern år 1982 börjat föra tredje vägens politik, med mindre avregleringar och små liberaliseringar av ekonomin som Socialdemokraternas väljare var ovana vid. Det var i regel ingen större skillnad mot tidigare välfärdspolitik, och Olof Palme hade redan under valkampanjen 1982 förklarat att inga sociala reformer kunde utlovas, men skillnaden var tillräcklig för att vissa spänningar inom arbetarrörelsen skulle uppstå. Mandatfördelningen från valet 1982 hade gett Socialdemokraterna fler mandat än hela det borgerliga blocket och endast passivt stöd av VPK i riksdagen var nödvändig vid voteringar, men partiet hade uttryckt att man kunde aktivt rösta emot Socialdemokraterna ifall man kände att regeringen rörde sig för långt ifrån sin klassiska välfärdspolitik.
Opinionen för Socialdemokraterna hade ökat över valresultatet efter valet 1982, och en månad efter valet låg Socialdemokraterna på cirka 47 procent enligt sifo. Opinionen höll sig sedan runt valresultatet tills i juni år 1983. Men politiska stridigheter mellan partiet och VPK påverkade successivt opinionen negativt, och i oktober år 1983 låg partiet på  40 procent enligt sifo, medan VPK var i stort sett opåverkade.
Regeringen Palme hade även oväntat i slutet på år 1982 utfört en devalvering, trots att Socialdemokraterna i valkampanjen år 1982 använt den borgerliga regeringens devalvering år 1981 som argument för hur dålig deras ekonomiska politik varit. Detta medgav att regeringen anklagades för hyckleri, men då opinionssiffror för partiet höll sig fortsatt runt 45-46 procent i över ett halvår till så är det svårt att avgöra ifall denna kritik var destruktiv.
En urvattnad form av de kontroversiella löntagarfonderna klubbades i riksdagen den 21 december 1983, men fastän fonderna nu var en realitet så skulle de komma att bli en nästan lika stor valfråga i valet år 1985 som i det tidigare valet. 
Första halvåret år 1984 hade varit en osäker tid för Socialdemokraterna opinion. Först hade den skarpt ökat till 45 procent varefter den hade successivt sjunkit igen och under hösten 1984 gick partiet under 40 procents-gränsen i opinionsundersökningarna. Skillnaden mellan blocken uppmättes i februari 1985 till åtta procent till borgerlighetens fördel.
Palmes tal och skrift publicerades i tidskriften Tiden under år 1984 och 1985 där han tydligt förklarade att den politik som förts endast varit i syfte att sätta fart på den ekonomiska tillväxten, att han bar på socialistiska värderingar, och att det var viktigt att skydda det svenska folkhemmet från den politik som moderaterna ville föra. Även vid Tage Erlanders begravning år 1985 höll han ett tal om hur viktigt det var att värna folkhemmet. Under denna period pågick rosornas krig som var en allmän mer generell konflikt mellan vänster- och höger-falangen inom Socialdemokraterna.
Det ekonomiska läget gav inte regeringen Palme något utrymme för reformer men vid ett valmöte i Sundsvall den 22 augusti utlovade Sten Andersson att höja pensionerna som en ersättning för att pensionerna inte höjts i takt med prisökningarna ("devalveringseffekten") vid devalveringen 1982. I valrörelsen framhävde regeringen att den hade lyckats sänka budgetunderskottet från 90 miljarder till 60 miljarder. Socialdemokraterna lovade också att under den kommande mandatperioden varken höja skatteuttaget eller dra ned på den sociala välfärden.
Centerpartiet hade ett valtekniskt samarbete med Kristen demokratisk samling och detta samarbete deltog i valet under beteckningen Centern. Tanken bakom detta var att rösterna på KDS, som regelbundet fick cirka 2 procent av rösterna i riksdagsvalen, inte skulle vara bortkastade utan kunna bidra till en icke-socialistisk majoritet i riksdagen. Samarbetet var dock kritiserat inom partiet och både Centerpartiets kvinnoförbund och Centerpartiets ungdomsförbund var motståndare till samarbetet. Centerledaren Fälldin hade på grund av magsår varit tvungen att hålla sig borta från rikspolitiken under våren och vid centerstämman i Norrköping i juni gick ledamöterna emot partiledningen genom att rösta för att sänka matmomsen. Striderna inom partiet gav intryck av en splittrad och stridande rörelse. Samarbetet med KDS blev inte den framgång som partiet hade hoppats på. Centerväljarna övergav partiet och KDS fick bara en enda riksdagsman, partiledaren Alf Svensson.
Den politiska debatten dominerades av Moderaterna och Socialdemokraterna. Moderaterna hade i riksdagen i januari lagt fram en partimotion som i detalj gick igenom vad partiet ville dra ned på: olika sänkta bidrag till ungdomsorganisationer, höjda egenavgifter, sänkta livsmedelssubventioner och avvecklade räntebidrag. Detta använde Socialdemokraterna emot dem och Olof Palme återkom flera gånger till hur den moderata politiken skulle "drabba" knattefotbollen. Moderaterna kritiserade Socialdemokraterna för att skönmåla det ekonomiska läget och menade att "den tredje vägens politik" (att bekämpa både arbetslösheten och underskotten i statsbudgeten) istället förvärrade krisen. I en riksdagsmotion hade Moderaterna använt ordet "systemskifte" och detta användes av Socialdemokraterna för att påstå att moderat politik var ett hot mot den svenska välfärdsstaten. I en SIFO-undersökning i juni 1985 hade Moderaterna fått över 30 procents stöd men stödet sjönk ju närmare valdagen kom.
Folkpartiet hade valt Bengt Westerberg till partiledare i oktober 1983 och hade bara fått 5,9 procent i riksdagsvalet 1982. Men Westerberg fick sitt publika genombrott genom TV:s valutfrågning i augusti. Den sändes kvällen efter att Adelsohn och Palme mötts i en TV-debatt där fjädrarna rök. Westerberg gav istället intryck av en ledig och okonstlad politiker som försvarade den sociala välfärden men som ändå ville effektivisera den offentliga sektorn och göra slut på offentliga monopol. Detta medverkade till att valet blev Folkpartiets stora segerval - samtliga partier gick ned utom Folkpartiet som ökade med över 8 procentenheter.
Socialdemokraterna gick upp i Sifos väljarbarometer från 39,1 procent i december 1984 till 44,5 procent i slutet av augusti 1985, valet gav partiet 44,7 procent.
Miljöpartiet var inte lika synliga i media som i det förra valet, men lyckades ändå behålla liknande opinion som vid valet 1982. Återigen var det mest från socialdemokraternas väljarbas som miljöpartiet hämtade väljare. Partiet backade något efter valet.
Övrigt som uppmärksammades i valkampanjen:
- När moderatledaren Ulf Adelsohn besökte kärnkraftverket i Forsmark den 14 augusti förklarade han sig beredd att bada i reaktorkylvattnet för att visa hur ofarlig kärnkraften var.
- Olof Palme anklagades för skattefusk, den så kallade Harvardaffären.

Partiernas valaffischer:
- Välj valfrihet - Moderaterna
- Ingen ska få tvångsansluta dig till socialdemokraterna - Folkpartiet
- Solidaritet mellan svenskar och invandrare (flera språk) - Vänsterpartiet kommunisterna
- Familjen! KDS att lita på i riksdagen

## Valresultat
|       |                          |                          |                  |           |        |        |                  |                  |                  |
| Parti | Parti                    | Parti                    | Partiledare      | Röster    | Röster | Röster | Mandatfördelning | Mandatfördelning | Mandatfördelning |
| Parti | Parti                    | Parti                    | Partiledare      | Antal     | %      | +− %   | Antal            | +−               | %                |
|       | Socialdemokraterna       | Socialdemokraterna       | Olof Palme       | 2 487 551 | 44,68  | −0,93  | 159              | −7               | 45,56            |
|       | Moderata samlingspartiet | Moderata samlingspartiet | Ulf Adelsohn     | 1 187 335 | 21,33  | −2,31  | 76               | −10              | 21,78            |
|       | Folkpartiet              | Folkpartiet              | Bengt Westerberg | 792 268   | 14,23  | +8,33  | 51               | +30              | 14,61            |

|  | Centern1                    | Centern1      | Thorbjörn Fälldin | 691 258 | 12,42 | —     | 44 | —   |       |
|  |                             | Centerpartiet | Thorbjörn Fälldin | 543 870 | 9,77  | -5,71 | 43 | -13 | 12,61 |
|  | Kristen demokratisk samling | Alf Svensson  | 147 388           | 2,64    | +0,77 | 1     | +1 |     | 12,61 |

|                      | Vänsterpartiet kommunisterna    | Vänsterpartiet kommunisterna    | Lars Werner                      | 298 419             | 5,36   | −0,20 | 19  | −1 | 5,44  |
|                      | Miljöpartiet                    | Miljöpartiet                    | Ragnhild Pohanka och Per Gahrton | 83 645              | 1,50   | −0,15 | —   | —  | —     |
|                      | Övriga partier                  | Övriga partier                  | —                                | 26 546              | 0,48   | —     | —   | —  | —     |
|                      | Socialistiska blocket (S + VPK) | Socialistiska blocket (S + VPK) | —                                | 2 785 970           | 50,04  | -1,1  | 178 | -8 | 51,00 |
|                      | Borgerliga blocket (C + FP + M) | Borgerliga blocket (C + FP + M) | —                                | 2 670 861           | 47,98  | +2,9  | 171 | +8 | 49,00 |
| Antal giltiga röster | Antal giltiga röster            | Antal giltiga röster            | Antal giltiga röster             | 5 567 022           | 100,00 |       | 349 |    |       |
| Ogiltiga röster      | Ogiltiga röster                 | Ogiltiga röster                 | Ogiltiga röster                  | 48 220              |        |       |     |    |       |
| Totalt               | Totalt                          | Totalt                          | Totalt                           | 5 615 242 (89,93 %) |        |       |     |    |       |

- 1Centerpartiet och Kristen demokratisk samling samverkade under partibeteckningen Centern. Centerns valresultat på 12,4 procent kan delas upp mellan de två partierna: Centerpartiet 8,8 procent, KDS 2,3 procent och listor utan kandidater samt Kalmar läns saxade lista 1,3 procent. Fördelar man valsedlar enbart partimärkta "Centern"  mellan KDS och Centerpartiet proportionellt efter förhållandena mellan partiernas kandidatmarkerade listor får man ett ungefärligt resultat för respektive parti: Centerpartiet fick 543 870 röster (9,77 %) och KDS 147 388 röster (2,64 %).(Källa: www.valforskning.pol.gu.se)
- Det enda riksdagsparti som ökade sin röstandel i jämförelse till förra valets väljarbas var Folkpartiet som ökade med 141 procents röstandelar. Den näst största segraren var Socialdemokraterna som backade minst i förhållande till förra valets väljarbas med 2 procents röstandelar.

Det socialistiska blocket (S och VPK) fick sammanlagt 50,1 procent medan det borgerliga blocket (C, FP och M) fick 47,9 procent av rösterna. Det socialistiska blocket hade alltså vunnit valet med en marginal på 2,2 procentenheter.
Antalet röstberättigade var 6 249 445 och antalet röstande var 5 615 242. Valdeltagandet uppgick därmed till 89,85 procent.

## Nyinvalda framtidsnamn
Bland de nyinvalda riksdagskandidaterna som tog plats i kammaren för första gången och som senare skulle bli kända politiker fanns följande namn: Bo Hammar, Maria Leissner, Jerry Martinger, Anne Wibble, Lars Leijonborg, Viola Furubjelke, Alf Svensson (för Centern), Charlotte Branting, Ingbritt Irhammar, Johnny Ahlqvist, Siw Persson, Rolf Kenneryd, Sven Hulterström, Viola Claesson, Arne Kjörnsberg, Göran Magnusson, Görel Thurdin, Hans Dau och Monica Öhman.

## Mandatfördelning mellan blocken
De två vänsterpartierna fick 178 mandat medan de tre borgerliga partierna fick 171 mandat tillsammans.

## Regeringsbildning
Även detta val blev en personlig framgång för Olof Palme. Socialdemokraterna hade gjort en ökning på 5,4 procent i opinionen under 9 månader innan valet, och fick slutligen 44,7 procent av rösterna, som ligger inom det normala intervallet på 44,6 till 46,2 för partiet (sett från 1936 tills detta val). Socialdemokraterna var också det parti som backat minst av alla partier i valet då man endast backade 2 procentandelar hos sin väljarbas, jämfört med förra valet. Som jämförelse så backade VPK nästan 4 procentandelar hos sin väljarbas. Dessutom lyckades Palme behålla opinionen nära valresultatet ända tills mordet på honom. I tidskriften Tiden skrev han strax efter valet att det inte vanns på någon enskild fråga utan på "den kanske största frågan av alla: vilken samhällssyn skall ligga till grund för den förda politiken?" Och på PRO:s kongress i oktober menade han att valresultatet innebar "ett bestämt nej till den som ville riva ner i välfärdssamhället".
Palme gav till och med valresultatet en radikalare innebörd: "Medborgarna har inte sagt att allt är bra som det är. Inbyggt i valresultatet ligger också en kritik av systemet, men tvärtemot vad nyliberalerna trodde och hoppades, riktar sig kritiken mot dess kvardröjande brist på jämlikhet. Det är mer jämlikhet medborgarna kräver, inte mindre."
Den socialdemokratiska minoritetsregeringen under ledning av statsminister Olof Palme, Regeringen Palme II, satt kvar. I regeringsförklaringen uttalade Olof Palme att Folkstyrelsekommitténs översyn av valsystemet skulle fullföljas med sikte på breda lösningar. För att föra Sverige ur den ekonomiska krisen krävdes en målmedveten och handlingskraftig regeringspolitik samt att alla i riksdagen över partigränserna kände ett gemensamt ansvar. "Den svenska traditionen bjuder att vi så långt möjligt diskuterar oss fram till samlande lösningar i viktiga samhällsfrågor. Det är en arbetsmetod som gagnat vårt land. Det är en tradition av samverkan som regeringen vill upprätthålla i relationerna till riksdagens partier men också i förhållande till olika intressen i vårt samhälle."
När Olof Palme mördades den 28 februari 1986 tillträdde den 12 mars samma år Ingvar Carlsson som statsminister (Regeringen Carlsson I) för resten av mandatperioden (till valet 1988).